# Tyndall
Tyndall – miasto w Stanach Zjednoczonych, w stanie Dakota Południowa, w hrabstwie Bon Homme.